# Anja Röhn
Anja Röhn (* 1975 in Stockholm)  ist eine deutsche Geigerin und Konzertmeisterin.

## Leben und Wirken
Anja Röhn wuchs in Deutschland auf. Ihr Vater, Andreas Röhn, war für 28 Jahre Konzertmeister im Symphonieorchester des Bayerischen Rundfunks. Ihre Mutter ist die schwedische Pianistin Kerstin Hindart, ihr Bruder, Daniel Röhn, Sologeiger. Der Großvater Erich Röhn war Konzertmeister bei den Berliner Philharmonikern unter Wilhelm Furtwängler.
Ihr Studium absolvierte sie in München bei Kurt Guntner und schloss dort mit dem Meisterklassendiplom ab. Ein Stipendium vom Deutschen Akademischen Austauschdienst (DAAD) ermöglichte ihr ein zweijähriges Ergänzungsstudium bei Shmuel Ashkenasi in Chicago. Weitere musikalische Anregungen erhielt sie auf Meisterkursen bei Ana Chumachenco, Ida Haendel, Herman Krebbers, Igor Oistrach und Joseph Silverstein. Sie war Stipendiatin der Stiftung Villa Musica.
2001 gewann Anja Röhn den 1. Preis beim Jeunesses Musicales International Music Competition in Bukarest. In mehreren europäischen Ländern und in den USA trat sie als Sologeigerin auf, u. a. im Salle Gaveau in Paris mit dem Violinkonzert von Beethoven. Seit 2002 ist Anja Röhn 2. Konzertmeisterin im Luzerner Sinfonieorchester, das unter der Leitung von James Gaffigan steht. Bei den Ludwigsburger Festspielen 2012 wirkte sie bei der Uraufführung Richard van Schoors „Oratorium“ mit. 2013 spielte sie gemeinsam mit dem Melbourne Ring Orchestra. Weitere Auftritte in Schweden, mit dem „Primavera-Quintett“ folgten. Ebenso konzertierte sie mit Stephanie Knauer.
Seit 2016 ist Anja Röhn künstlerische Leiterin beim Verein Kunst.Kultur, der die Kammerkonzerte in der Kunstkeramik Ebikon veranstaltet.

## Tonträger
- „Ensemble Kaléidoscope“: Bernhard Röthlisberger, Anja Röhn,  Fiona Aeschlimann,  Anne-Christine Vandewal. Mozart, Weber: Clarinet Quintets.[12]
- Anja Röhn (Violine), Jürg Eichenberger (Violoncello), André Stocker (Orgel): Werke von Josef Gabriel Rheinberger und  Alexandre Guilmant. Doppel-CD, OrgelPunkte Hochdorf (Schweiz) 2016.[13][14]